# Vojna brskalnikov
Vojna brskalnikov je izraz za tekmovanje različnih podjetij na trgu brskalnikov – kdo bo ustvaril najboljši in najbolj izpopolnjen spletni brskalnik. Prva tovrstna "vojna" se je odvijala konec devetdesetih let z bitko med Netscapom in Microsoftom, nadaljevale pa so se z zatonom Internet Explorerja in vzponom brskalnikov, kot so Firefox, Chrome in Opera.  

## Ozadje
Konec osemdesetih in v začetku devetdesetih let se je pojavil prvi brskalnik, imenovan WorldWideWeb. Že konec leta 1992 so se na trgu začeli pojavljati novi brskalniki (npr.: Line Mode Browser, ViolaWWW ...), kar je dalo možnost izbire brskalnika. Leto 1993 prinese na trg še več različnih brskalnikov (npr.: Cello, Arena, Mosaic ...). Najpomembnejši med temi je postal Mosaic, katerega zasnovo uporabniškega vmesnika še dandanes uporabljajo vsi večji brskalniki.

## Prva vojna brskalnikov
Po uspehu Mosaica je eden od njegovih razvijalcev, Marc Andreesen, ustanovil svoje podjetje Mosaic Communications Corporation (kmalu preimenovano v Netscape Communications), ki je razvilo svoj brskalnik Netscape Navigator. Brskalnik je doživel uspeh in v sredini leta 1995, ko je bil svetovni splet že v velikem razmahu, je bil Navigator daleč najbolj uporabljan brskalnik.
Microsoft je kupil licenco Mosaica in na njegovi podlagi ustvaril brskalnik z imenom Internet Explorer, katerega prva različica je bila del Microsoft Windows 95 Plus!. Tri mesece kasneje je bil izdan Internet Explorer 2.0, ki je bil na voljo brezplačno za vse uporabnike sistema Windows. Razvoj Microsoftovega brskalnika je v naslednjih letih potekal zelo hitro in z različico 3.0 je Internet Explorer ujel korak z Netscape Navigatorjem.
Leta 1997 je bil izdan Internet Explorer 4.0, ki je v vojno brskalnikov prinesel velike spremembe. Postal je vključen v Windows, kar mu je zagotovilo množico uporabnikov, ki se jim zaradi razpoložljivosti prednameščenega brskalnika ni zdelo potrebno nameščati konkurenčnih brskalnikov.
Microsoft je imel v vojni brskalnikov prednost pred drugimi podjetji zaradi naslednjih razlogov: 
- bil je veliko podjetje, ki je imelo na razpolago neprimerno več finančnih sredstev kot Netscape,
- imel je več kot 90 % delež na trgu operacijskih sistemov.

Prva vojna brskalnikov se je končala s prevlado Internet Explorerja, ki ni imel več resnih tekmecev in je leta 2002 že predstavljal 96-odstotni tržni delež brskalnikov. Monopol je pripeljal tudi do upočasnitve razvoja brskalnikov.

## Druga vojna brskalnikov
V svojem zatonu je Netscape javno objavil svojo izvorno kodo, ki jo je prevzela novo nastala skupnost Mozilla Foundation. Ta je nadaljevala razvoj Netscapovega Communicatorja kot zbirko Mozilla Suite z zelo majhnim tržnim deležem, dokler ni začela z razvojem samostojnega brskalnika, imenovanega Phoenix (kmalu preimenovanega v Firebird ter nato v Firefox). 9. novembra 2004 je bil izdan Mozilla Firefox 1.0, ki se je od takrat samo še razvijal in dobival vse večji delež na trgu brskalnikov. Firefox je postal velik konkurent Internet Explorerju.
Microsoft je odpravil nekaj težav svojega brskalnika ter poskušal ujeti korak s Firefoxom z različicama Internet Explorer 7 in 8, vendar je Firefoxu tržni delež še naprej rasel in Internet Explorerju drastično padal. Leta 2010 je Firefox dosegel svoj vrh z različico 3.5.